# 徳重杏奈
徳重 杏奈（とくしげ あんな、1988年4月18日 - ）は、元名古屋テレビ放送（メ〜テレ）のアナウンサー。身長164cm。

## 来歴
東京都出身。慶應義塾女子高等学校を経て、慶應義塾大学法学部政治学科卒業。身長164cm。
2011年に名古屋テレビ放送へ入社。
2019年5月27日、大学時代の同級生と結婚したことを発表した。
2020年3月23日、ドデスカ!内で3月27日で番組降板とメ～テレ退社を発表した。

## 人物
- 2009年度ミス慶應コンテスト最終候補。
- 学生時代はダンスサークルDancing Crew Jadeに所属していた。EXILE及び三代目J Soul Brothersの岩田剛典は同校同学年で同学部、また同ダンスサークルであった。
- 入社1年目の新人時代、2011年7月24日までのわずか4か月間ながら、地上デジタル放送推進副大使に任命されていた。
- 英検2級、仏検3級の資格を持っている。

## 過去の担当番組
学生時代
- BSフジNEWS - 第17期女子大生キャスター（BSフジ、2009年7月 - 2010年1月、火曜日担当）

名古屋テレビ放送入社後
- 昼まで待てない! - 早ワザクッキング!担当
- UP! -「UP!視点」担当（2011年10月3日 - 2014年3月28日）
- ドデスカ! - メインキャスター（2014年4月 - 2020年3月27日）
- メ〜テレNEWS

## その他の出演番組
- パネルクイズ アタック25新春女性アナウンサー大会（朝日放送、2015年1月4日） - 山本雪乃（テレビ朝日アナウンサー）とペアを組み優勝。
- 朝だ!生です旅サラダ（朝日放送） - ラッシャー板前の生中継コーナー（2015年3月21日）

## 出演映画
- 映画 プリキュアミラクルユニバース（2019年、アナウンサー役〈声の出演〉）[4]